# 二条城会見
二条城会見（にじょうじょうかいけん）は、1611年（慶長16年）3月28日に、山城国京都二条城において、徳川家康と豊臣秀頼が行った会見である。

## 背景
1611年（慶長16年）、それまで延期されてきた後陽成天皇の譲位が3月27日に、それに伴う後水尾天皇の即位が4月12日に執り行われる事となった。それらの儀式に立ち会うため、徳川家康（69歳）は駿府城より4年ぶりの上洛を行った。この際に織田長益や高台院などを通じて、孫娘の千姫の婿でもある豊臣秀頼（17歳）に、二条城における会見を要請し、3月28日に執行される事となった。秀頼にとって、大坂城の外の世界は、1599年（慶長4年）1月に伏見城から移って以来、12年ぶりだった。
前日の27日未明に、福島正則などを留守居役として秀頼は楼船で出立し、織田長益、片桐且元・貞隆兄弟、大野治長、その他30人ほどの番頭や小姓が同行した。家康は、九男・義直（10歳）と十男・頼宣（9歳）を伏見上鳥羽での出迎役とし、浅野幸長、加藤清正、池田輝政、藤堂高虎などが随伴した。淀で一泊をした。

## 当日
28日、一行は竹田街道を通り京都に入り、片桐且元の京屋敷で秀頼の衣装を整え、隊列を組み直して二条城へ向かい、朝8時頃に到着した。門外で降りた秀頼は、玄関先にまで出迎えた家康に丁寧な挨拶を返す。家康が先に御成の間に上げて対等な立場での会見をしようと提案するものの、秀頼は固辞して家康を先に上げた。「三献の祝い」が行われ、秋元泰朝が媒酌を務め、家康から秀頼に盃に注ぎ、大左文字の刀と脇差が贈られた。秀頼も返杯し、一文字の刀、左文字の脇差を贈った。ここには高台院も臨席して盃を受けた。会見は2時間ほどで終了した。酒や吸い物などの賑やかな昼食があり、随行の将も次の間で饗応を受けたが、加藤清正は饗応の席につかずに秀頼の隣に控えていた。13時より豊国神社を参拝し、同敷地内北側の、慶長伏見地震で倒壊していた再建中の方広寺を監督する。三条より船で帰路に付き、途中に加藤清正の伏見屋敷に入り、大坂城へ戻った。

## 会見後
大坂の上下万民、京堺あたりの畿内の庶民も、会見が何事もなく終わった事を悦び、天下泰平を祝った。